# Passafire
I Passafire sono un gruppo musicale reggae-rock statunitense, formatosi nel 2003 a Savannah, Georgia.

## Storia
Formati nel 2003 da studenti frequentanti il Savannah College of Art and Design, i Passafire incisero nel 2006 l'omonimo album di debutto, autoprodotto.
Due anni più tardi, nel 2007, uscì il loro secondo album Submersible per l'etichetta discografica Law Records, registrato negli studi Sonic Ranch di El Paso, nel Texas.
Il 15 settembre 2009 venne invece pubblicato Everyone on Everynight, ancora per la Law Records.
Nel 2011 venne pubblicato l'album Start from Scratch, prodotto da Paul Leary per l'etichetta discografica Flame Guy Records, di proprietà degli stessi Passafire. L'anno successivo firmarono tuttavia un contratto con la Easy Star Records, per la quale nel 2013 è uscito l'album Vines.

## Formazione

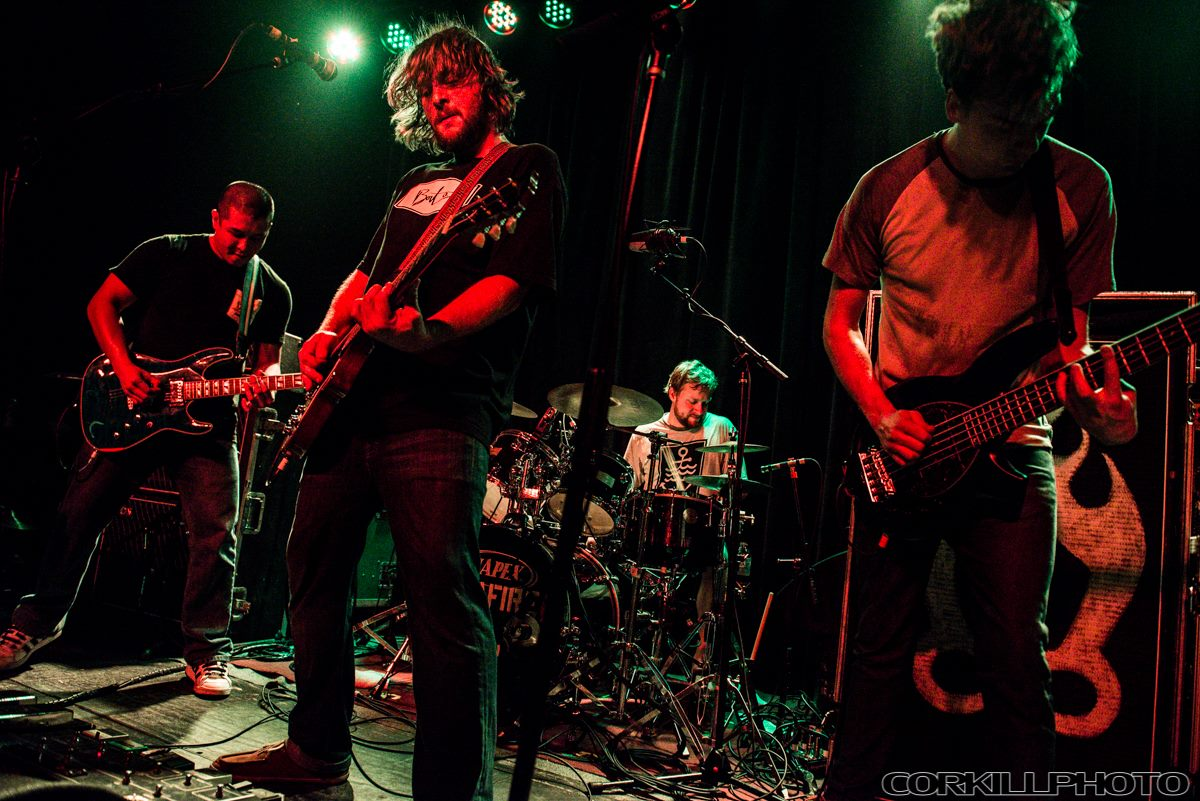
I Passafire dal vivo a Santa Ana nel 2014

### Formazione attuale
- Ted Bowne – voce, chitarra (2003–presente)
- Will Kubley – basso, voce (2007–presente)
- Mike DeGuzman – tastiere (2010–presente)
- Nick Kubley – batteria (2003–presente)

### Ex componenti
- Adam Willis – tastiere (2003–2010)
- Tom Heet – basso (2003–2006)

## Discografia

### Album in studio
- 2006 – Passafire
- 2007 – Submersible
- 2009 – Everyone on Everynight
- 2011 – Start from Scratch
- 2013 – Vines
- 2015 – Interval

### Album dal vivo
- 2010 – Live from the Road Vol. 1
- 2011 – Live from the Road Vol. 2